# 呉慷仁
呉 慷仁（ウー・カンレン、1982年11月24日 - ）は、台湾の俳優、モデル。

## プロフィール
- 身長：178cm
- 体重：72kg
- 星座：いて座

## 来歴
2020年、映画「我沒有談的那場戀愛」の役作りのため、1日7食にして2ヶ月間で体重を20kg増加させた。
ドラマ「斯卡羅」の撮影時に監督に命じられ、半月で11kg減量した。
2023年、マレーシア映画『アバンとアディ』で金馬奨主演男優賞を受賞。
2024年、ドラマ『生きている間』で第59回金鐘奨主演男優賞を受賞。本人は中国に滞在中で授賞式は欠席した。

## 出演作

### ドラマ
- 秋のコンチェルト（2009年） - 花拓也（フア・トゥオイエ）役
- 鍾無艷（2010年） - 秦楚/霍華 役
- 田庄英雄（2011年） - 馬尚宏 役
- マジで君に恋してる（2012年） - 卜浩文 役 ※第1話ゲスト
- 真愛找麻煩〜True Loveにご用心〜（2012年） - 趙東陽（ジャオ・ドンヤン）役
- 花是愛 What Is Love（2012年） - 白宗祐 役
- 愛在旭日升起時（2012年） - 張廷旭 役
- カノジョの恋の秘密（2013年） - 歐陽泰（テリー）役
- キミをプロデュース〜Miracle Love Beat〜（2014年） - 周書宇（チョウ・シューユー）役
- 謊言遊戲（2014年） - 魏友諒 役
- 徴婚啓事（2014年） - 徐磊 役
- 河畔卿卿（2014年） - 路人甲 役
- 鋼鐵之心（2015年） - 鋼管舞老師 役
- 出境事務所（2015年） - 趙聖偉 役
- 麻醉風暴（2015年） - 葉建德 役
- 超級 大英雄〜遥かなる時空を超えて〜（2015年） - 孫彦軍（スン・イェンジュン）役
- 一把青（2015年） - 郭軫 役
- 滾石愛情故事-愛情（2016年） - 張敬燁 役
- 植劇場-戀愛沙塵暴（2016年） - 林亦得 役
- 華麗なるスパイス（中国語版）（2017年） - 霍廷恩（フオ・ティンエン）役[12]
- 麻醉風暴2（2017年） - 葉建德 役
- 乒乓（2017年） - 方毅 役
- おんなの幸せマニュアル（2019年） - 陳晋清 役
- 悪との距離（原題：我們與惡的距離 ／ 2019年）　-王赦（ワン・シャー）役
- 彼岸之嫁（2020年） - 二郎 役
- 斯卡羅（2021年） - 水仔 役
- 模仿犯（2023年）……日本ではNetflixで配信。
- 生きている間（原題：有生之年 ／ 2023年） - 高嘉岳 役

### 映画
- 沿海岸線徴友（2007年） - 小海 役
- ミャオミャオ（2007年） - 貝家欣 役
- 台北24時「昔の恋人」（2009年） - 阿豪 役
- 當愛來的時候（2010年） - 牟宗福 役
- 河豚（2011年） - 棒球教練 役
- 第三個願望（2012年） - 何榮光 役
- 微光閃亮 第一個清晨（2013年） - 阿昇 役
- 42 minutes（2014年） - 方又海 役 [13]
- 屍憶 -SHIOKU-（2015年） - 承皓 役
- 淡水河の奇跡（2016年） - 邱敏輝 役
- 白蟻-慾望謎網 (2017年) - 白以德 役
- 引爆點 (2018年) - 周建生 役
- 離れていても（原題：但願人長久 ／ 2023年） - 林覚民 役 ※日本では東京国際映画祭にて2023年10月23日上映
- Brotherブラザー　富都（プドゥ）のふたり（中国語題：富都青年　マレー語題:Abang Adik ／ 2023年） - アバン 役 ※日本では沖縄環太平洋国際フィルムフェスティバルにて2023年11月29日上映

### 短編映画
- 獨奏 (2017年)

### MV
- レイニー・ヤン「酸欠/缺氧」（2007年）
- 丁噹「猜不透」（2008年）
- 張信哲「殘念」（2008年）
- 張信哲「逃生」（2008年）
- 郭静「單身美好」（2012年）
- エラ・チェン「真的我」（2014年）
- 田馥甄「看淡」（2015年）
- 林宥嘉「天上的男人 地上的女人」（2015年）
- 李千娜「說實話」（2016年）
- メイデイ「頑固」（2016年）
- メイデイ「終於結束的起點」（2017年）
- 邵雨薇「裝睡的人」（2019年）

### CM/イメージキャラクター
- OPPO（2017年）[14]
- Hyundai（2018年、台湾）[15]
- エレクトロラックス（2022年、台湾）[16]
- Honda HR-V（2022年、台湾）[17]
- ShopBack（2022年、台湾）[18]

## 慈善活動
- 2022年　愛最大慈善光協會 「家暴家庭救助計畫」[19]
- 2024年　罕見疾病基金會 「罕病弱勢兒童助學培力計畫」[20]